# Jean-Pierre Boisgiraud
 (août 2022).
La forme ressemble trop à un extrait de cours et nécessite une réécriture afin de correspondre aux standards de Wikipédia.
 (août 2022).
Jean Pierre Thomas de Boisgiraud, né le 7 mai 1793 à Gémozac (alors en Charente-Inférieure) et mort le 26 avril 1879 à Montplaisir près de Mirambeau et enterré à Gémozac, est un physicien et chimiste français, qui fut le troisième doyen de la Faculté des sciences de Toulouse.

## Biographie

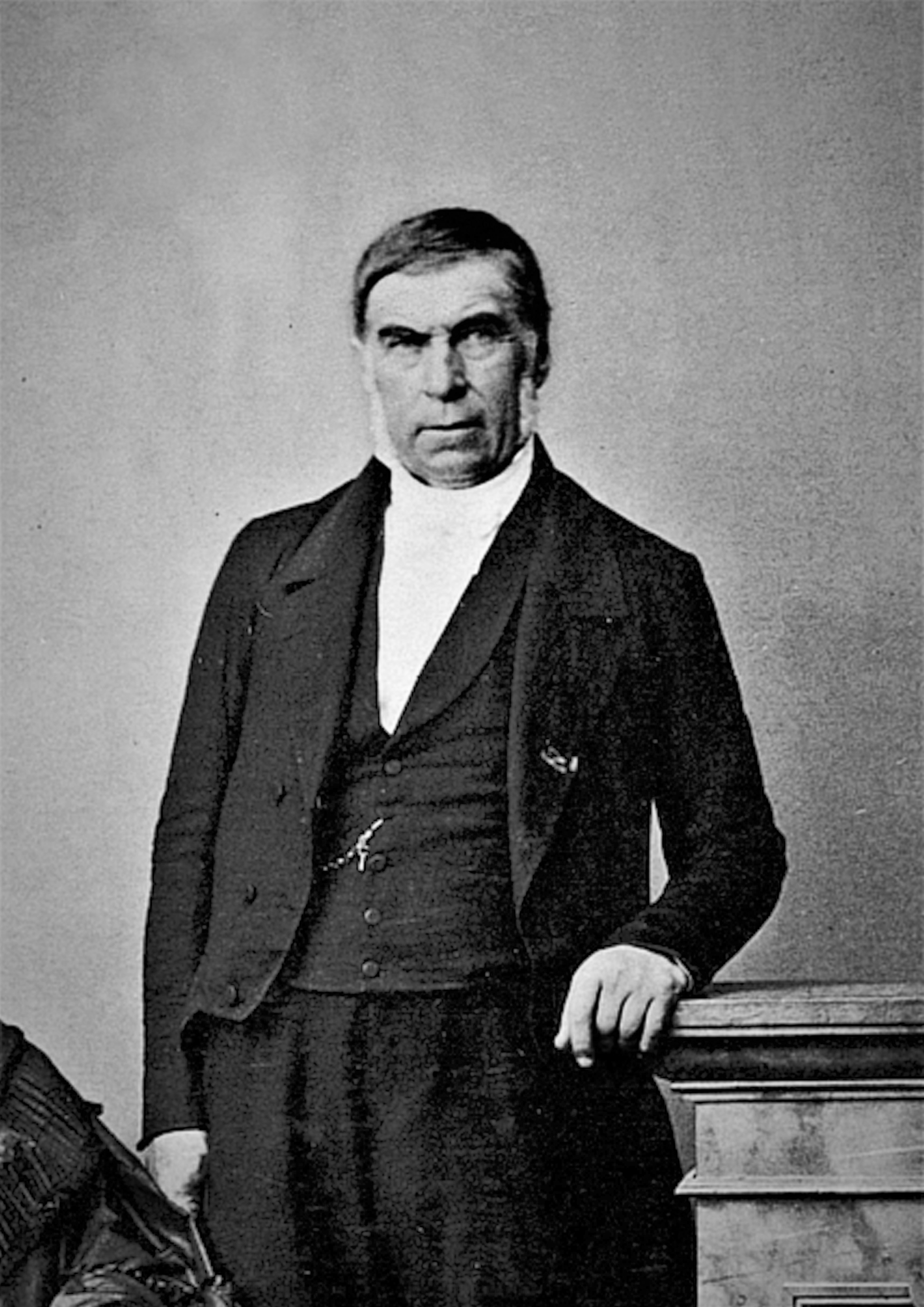
Le Professeur Jean Pierre Thomas de Boisgiraud, Doyen de la faculté des sciences de Toulouse par Amédée Denisse, photographe, vers 1860.

En tant que chrétien protestant, il eut des difficultés à être nommé doyen à la faculté des sciences de Toulouse. Ses qualités humaines et universitaires convainquirent les autorités religieuses toulousaines, en particulier Anne-Antoine-Jules cardinal de Clermont Tonnerre, archevêque de Toulouse, de permettre sa nomination. Polytechnicien, il a défendu Paris contre les forces alliées opposées à Napoléon Ier fin mars 1814. L'École Polytechnique dissoute, il assista aux changements de régimes puis démissionna du régiment de la garde nationale (où avaient été incorporés les polytechniciens).
Répétiteur à l'école militaire de St Cyr, il s'intéressa aux travaux d'Arago sur l'électromagnétisme et fit un mémoire publié par l’Académie des sciences en 1820. Ainsi, sorti de l'anonymat, il devint professeur suppléant des sciences physiques au collège royal de Poitiers, où il dut passer ses baccalauréats es lettres et es Sciences. Il est nommé professeur titulaire six ans plus tard.
Il arrive à Toulouse le 3 novembre 1827 pour occuper la chaire de physique de la faculté des sciences de Toulouse, laissée vacante par le décès de Jean-Louis Assiot. Au décès de Pierre Dispan, professeur de chimie dans la même faculté, il demande à en être chargé. Auguste Pinaud le remplace sur la chaire de physique. À la mort de Jean François Romieu, doyen, Boisgiraud fut chargé du décanat de la faculté, et le demeura jusqu’à la nomination de Lucien Molins en novembre 1853. Il obtint le titre de doyen honoraire jusqu'à son décès.

## La jeunesse
Gémozac est un gros bourg de Saintonge en Charente-Maritime à 100 km de Bordeaux et 35km de Cognac. A la fin du XVIIIe siècle, la commune s’enrichit grâce à la prospérité de l’agriculture et du commerce d’eau-de-vie. La Constituante fera de cette petite ville un chef-lieu de canton.
Une communauté protestante y prospère et son temple, qui avait été démoli après la révocation de l’édit de Nantes, est reconstruit en 1774. La communauté réformée inclut une bourgeoisie protestante fortunée bien implantée dans le négoce des vins, des eaux-de-vie de cognac et des céréales. C’est sur le riche domaine de Boisgiraud à Gémozac que Jean-Pierre-Thomas de Boisgiraud naquit le 7 mai 1793, fils de Jean Pierre Thomas (28 ans) et de Marie Anne Chastillier.
Il est le premier enfant, et aura trois frères et sœurs. Après avoir fait une partie de son instruction primaire à Saintes, il arrive à Sorèze pour se préparer à des études plus longues. Il eut comme professeur Étienne Serres, maître reconnu en mathématiques spéciales et esprit éclectique. Dans le journal de la Haute-Garonne du 8 octobre 1812, on apprend que Jean Pierre Thomas de Boisgiraud a été reçu le 29 septembre précédent à l’école impériale polytechnique, où il faisait partie des 172 reçus sur 477 candidats. Boisgiraud avait été examiné à Toulouse et faisait partie des 7 éléments retenus dans la ville Rose (journal de la Haute-Garonne du 8 octobre 1812). Il l'intégre le 1er novembre suivant.
C’est un jeune homme de 1,73m aux yeux bleus et au visage marqué de petite vérole. Il sera classé 110e pour passer à la première division en 1813. C’est dans cet état qu’il rencontrera les troubles de 1814.
Le 29 janvier 1814 fut formé un corps d’artillerie de la Garde Nationale, devant comprendre 12 compagnies dont trois confiées aux élèves de l’école polytechnique. « Les étudiants dès la première revue qui en fut passée, témoignèrent de si mauvaises dispositions pour ce service, que l’on renonça aussitôt à les employer. » Pourtant ils acclamèrent les 12 pièces de canon qui leur furent livrées et s’y exercèrent tous les mois de février et mars 1814 alors que depuis la retraite de Russie puis la défaite de la bataille de Leipzig, la France est envahie par la coalition des Autrichiens, Prussiens et Russes. Les élèves furent impliqués le 29 mars dans une réserve mobile de 28 canons et 30 canonniers de la garde nationale, qui fut placée à la barrière du Trône pour défendre Paris. Se portant sur le chemin de Vincennes le 30 mars 1814, elle bombarda le flanc gauche des colonnes russes ennemies. Sans protection autre que quelques gendarmes à cheval. Soudain les gendarmes font retraite et les escadrons russes dévalent derrière eux vers les batteries des jeunes élèves, qui tirent à bout portant et se retirent dans le désordre vers la barrière du Trône. La débâcle est telle que les véhicules s’enchevêtrent empêchant la cavalerie ennemie d’avancer. Deux pièces dégagées font feu, celles restées à la barrière du Trône les aident et les lanciers russes sont obligés de se retirer. Parmi ces jeunes « il y eut deux tambours tués, un officier et onze élèves blessés de coups de sabre ou de lance et six emmenés prisonniers. Huit autres furent brûlés par l’explosion de quelques gargousses". Le soir même on leur ordonna de partir vers Fontainebleau. Épuisés, les deux tiers se dispersèrent dans Paris pour rejoindre parents ou amis, seuls 73 arrivèrent à Fontainebleau, d’où ils partirent vers Orléans, puis Blois où ils prirent quartier dans le lycée. À tous les élèves fut ordonné le 5 avril de rejoindre Blois pour continuer les études. Le 18 avril (alors que Napoléon Iier avait abdiqué le 6), les enseignements reprirent. Mais sur les 346 élèves seuls un peu plus de 200 rejoignirent Blois, alors que 60 démissionnèrent. Boisgiraud continua les études, en effet il fut nommé fourrier, c’est-à-dire sous-officier changé de l’intendance, le 30 octobre 1814. Déclaré admissible dans les services publics le 5 octobre 1814, il resta dans l’école n’ayant pas pu obtenir le service des Ponts et Chaussées.
Le 20 mars 1815, Napoléon revenant de l’île d’Elbe, les élèves furent à nouveau mobilisés pour protéger Paris, mais ils eurent l’honneur de recevoir l’Empereur, qui offrit à l’institution La Description de l’Égypte dont les contributeurs avaient été de nombreux enseignants de l’École. Le 22 juin l’empereur abdiquait à nouveau après sa défaite à Waterloo. Boisgiraud, démissionna le 6 juillet 1815 de l’école, alors que les cours avaient repris depuis 3 jours, ils étaient 45 à avoir fait la même démarche. Avec la chute de l’Empire, les emplois à l’issue de l’école s’étaient faits plus rares.
Revenu chez lui, son biographe indique qu’il pensa suivre l’itinéraire paternel avec une carrière dans l’agriculture.

## Boisgiraud l’enseignant et le chercheur
On retrouve de Boisgiraud répétiteur de physique et de chimie à Saint-Cyr au 1er novembre 1819. Il y assura aussi les fonctions de préparateur du cours de chimie de Jean Jacques Colin, et s’intéressa à l’utilisation de la pile Volta pour produire un courant dans un circuit électrique près d’une aiguille aimantée, tentant ainsi de reproduire les travaux que le danois Œrsted avait présentés à ses étudiants quelques semaines avant (hiver 1819) et qu’il avait publiés le 21 juillet 1820. Il est étonnant de voir la proximité de cette date à celle de la lecture de son mémoire que fit de Boisgiraud devant l’Académie, le 9 octobre 1820 (dont le rapport était fait le 13 novembre de la même année par Ampère et Charles).
Ce même jour Ampère signalait les travaux de de Boisgiraud dans une présentation sur les recherches sur l’aimant, l’électricité et la pile. Même si Œrsted avait informé de sa découverte les sociétés savantes de l’Europe entière en joignant sa publication, la promptitude du travail de Boisgiraud montre qu’il était informé avant le 21 juillet de cette manipulation. D’ailleurs la communication d’Ampère du 9 octobre avant que de Boisgiraud lise son travail, montre que les deux hommes communiquent depuis quelque temps. Ces travaux sont publiés dans les Annales de chimie et de physique.
Une commission sera nommée par l’académie, Charles et Ampère feront refaire les travaux de Boisgiraud et le verdict est élogieux : « Mémoire de ce jeune physicien, dont nous pensons que la science doit attendre beaucoup de travaux intéressants, à en juger par la sagacité avec laquelle il a discuté les résultats qu'il obtenait et les précautions qu’il a prises pour s’assurer de leur réalité. »
En 1809, année du décès de Fourcroy, Joseph-Louis Gay-Lussac (1778-1850) l'avait remplacé comme professeur à l’École Polytechnique. Gay Lussac étant répétiteur de Guyton de Morveau avec un autre ancien de la future "X" Pierre Thomas Drappier (1763-1832). Ce dernier partait pour l’industrie, il manquait deux répétiteurs à Guyton. Colin fut pris à ce poste jusqu’en 1818. Il dut avoir comme élève de Boisgiraud. En 1811, Napoléon, ébloui par les travaux de l’italien Volta, ordonnait la construction d'une grande batterie, de 600 unités, dans les sous-sols de l'École Polytechnique. La pile fut confiée à Gay Lussac et Thénard.
Ainsi le circuit de Boisgiraud, Colin, Oersted, était-il complet : grâce à l’École Polytechnique, où on s’intéressait à la pile volta depuis longtemps, pile que dut utiliser de Boisgiraud, et où Thenard connaissait personnellement Œrsted.
Avec d’aussi remarqués travaux, de Boisgiraud dut passer son baccalauréat es Lettres puis es Sciences pour devenir professeur suppléant de physique au collège royal Sainte-Marthe de Poitier, où il est professeur suppléant de Physique en 1821, il sera professeur en 1824.

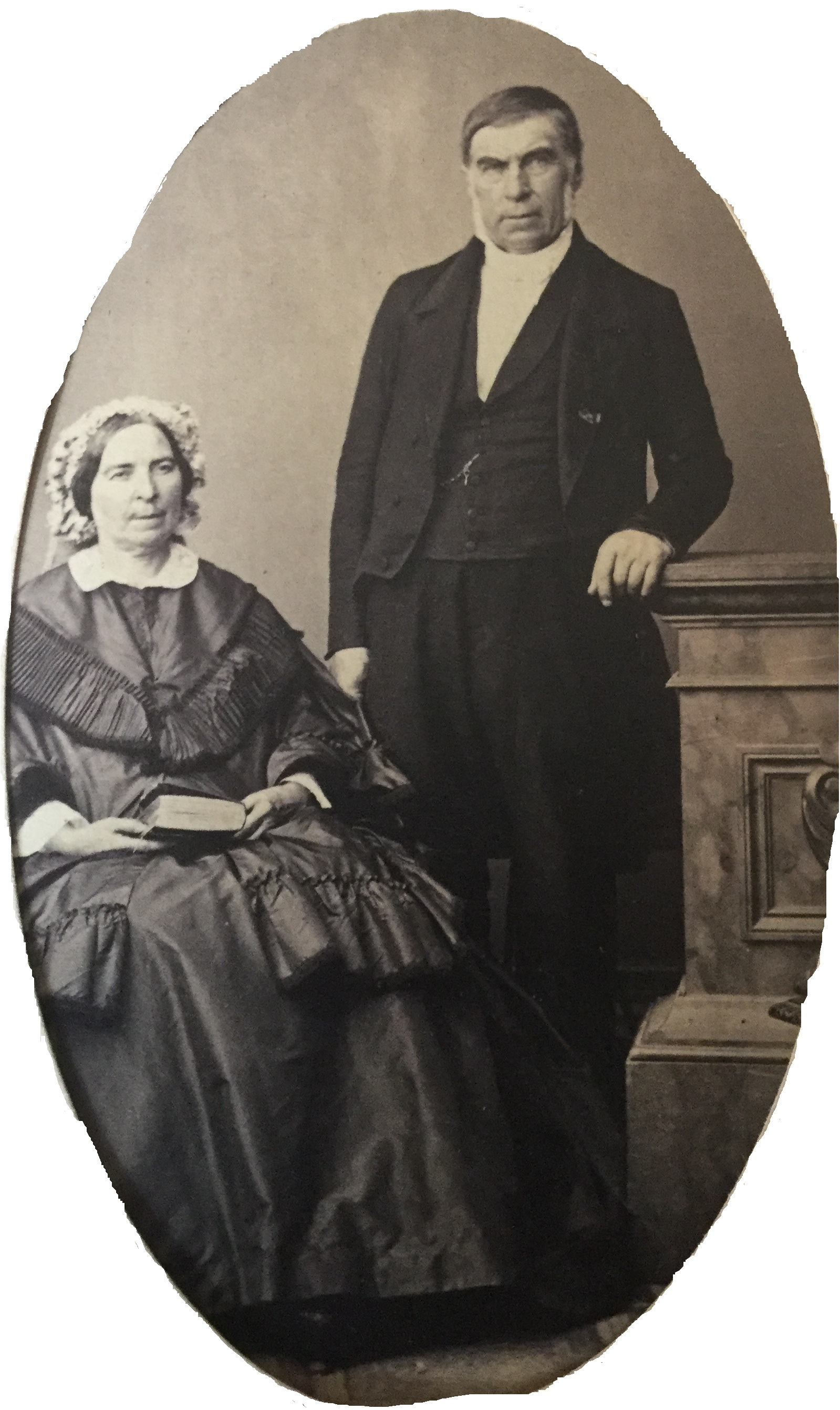
Jean Pierre Thomas de Boisgiraud et Adèle Alida Céphise, son épouse vers 1850, Denisse Photographe Bordeaux

Jean Pierre Thomas se mariait pendant les vacances de 1822 avec sa cousine Adèle Alida Céphise Chatelier. Ils auront trois garçons dont un était Joseph Ernest Thomas de Boisgiraud qui fut maire de Gémozac, conseiller général de la Charente Inférieure et officier d'académie.
Il succédait à Jacques Babinet, lui aussi polytechnicien qu’il a dû connaitre dans cette école puisqu’ils ont à peu près le même âge et sont rentrés en 1812. Lui aussi s’intéresse à l’électricité et au magnétisme et a travaillé avec Ampère.
Babinet partait de Poitiers pour aller enseigner au collège royal de St-Louis à Paris. Saint-Louis à Paris devait être plus prestigieux, plus proches des meilleurs laboratoires et surtout plus tranquille que Ste-Marthe de Poitiers. En effet, d’après Genevray un des biographes de de Boisgiraud, la réputation du proviseur et recteur d’académie honoraire (il aurait refusé l’académie de Nîmes en 1819) Maurice Ranc était entaché de suspicion d’appartenir à un courant politique non convenable, il avait été inspecteur d’académie de Toulouse pendant les 100 jours. Son autorité, si forte était contestée dans le collège. Ainsi fut-il remplacé par l’abbé Jacques Gattrez, tout récent agrégé en son collège de Dijon, à qui la direction de l’Instruction publique confèrera par « collation de grade » le titre licencié pour obtenir l’agrégation de philosophie. À 27 ans il arrive comme proviseur du collège Ste-Marthe en 1823. L’administration du collège n’y est pas sereine, la défiance entre élèves et corps enseignant est de mise « le respect humain exerce encore dans le collège un funeste empire ». La situation était telle que l’inspecteur d’académie Mazel et l’aumônier du collège (l’abbé Marsault) furent chargés de rétablir la situation jusqu’à l’arrivée d’un nouveau proviseur, en 1827 l’abbé Louis Joseph Pujol-Montsalès, docteur es lettres, bachelier es sciences. Il y restera jusqu’en septembre 1829.
Boisgiraud dut subir tous ces changements et les supporter. Le proviseur puis le recteur reconnurent en Boisgiraud les « talents distingués » la conduite « sous tous les rapports irréprochable et très digne d’éloges ». Dans la France catholique qui renait après la révolution, le rapport au ministre de Dinet et Luynes mentionne « Il appartient à la communauté protestante. Professeur habile dont les leçons sont faites avec clarté et suivies avec fruit. Sa conduite et ses opinions ne font l’objet d’aucune plainte ».
Si ses qualités d’enseignant sont reconnues, mais peu détaillées, on connait mieux une histoire prétendument miraculeuse à laquelle notre professeur de physique protestant a été mêlé de près et qui affectait le milieu catholique du diocèse de Poitiers.

## Boisgiraud et le «miracle de Migné»
Il ne faudrait pas penser que cet évènement est trop important dans la vie du futur doyen de la faculté des sciences de Toulouse, mais il a une importance déterminante, comme on va le voir.
Le 17 décembre 1826 à Migné, la population du village et des environs s'est réunie pour écouter une « mission » c’est-à-dire des prédications d’ecclésiastiques dont le but était d’affermir dans la foi chrétienne catholique les campagnes au sortir de la révolution et de ses déchristianisations. L'assemblée écoute le discours du prédicateur, une très grande croix lumineuse, régulière et couchée apparait dans le ciel, pendant une bonne demi-heure, orientée d'est en ouest, étendue par-dessus la foule, rassemblée devant l'église. Une commission canonique diocésaine d'enquête chargée de vérifier les faits est mise en place, où il y fut adjoint le maire de Migné M de Curzon et de Boisgiraud « protestant de religion ».
Toute la France est en émoi. Il y a des « pour » le miracle et des « contre » le miracle, même dans le clergé.
Témoin de cet évènement l’abbé Marsault, aumônier du collège de Ste-Marthe de Poitiers. Ainsi Boisgiraud était-il aux premières loges pour savoir ce qu’il se passa à Migné. C’est le ministre des affaires ecclésiastiques et de l'Instruction publique Monseigneur Denis Frayssinous évêque « in partibus fidelium » d’Hermopolis Maior (de) qui s’en mêle en janvier 1827. Il demande «d’appuyer un tel évènement de preuves si claires, et si incontestables, que l’incrédulité la plus obstinée ne puisse élevée aucun doute », de « donner une relation fidèle et authentique, afin de prévenir toutes les fausses interprétations ». Il ajoute qu’il faut relater le fait « simplement, comme un fait extraordinaire et avéré, sans vouloir le qualifier, en aucune manière ».
Boisgiraud se met au travail pendant un mois et voici ce qu’il indique « Je reçus de nombreux documents en mon particulier; j'assistai aux enquêtes des commissaires de Mgr l'Évêque, et je demeurai convaincu de la réalité des faits qui ont été publiés plus tard. Quoique mon amour-propre eût été plus flatté si j'avais pu donner une explication du phénomène, je convins avec franchise que je n'en connaissais point. J'ai toujours ajouté, d'ailleurs, qu'il ne m'appartenait point de donner comme inexplicable pour tous les savants ce qui l'était seulement pour moi. Plusieurs explications me furent alors présentées (car on croyait généralement à l'existence du fait); et je les rejetai, parce qu'elles ne me parurent pas en harmonie avec les lois de la physique. » Il termine en ajoutant : « je ne trouvai aucun inconvénient à rendre hommage à la vérité et à faire connaître un événement qui n'a entraîné que des conséquences heureuses, puisqu'il a donné de la religion à des personnes qui n'en avaient plus… »
Il a été soumis à des pressions afin de revoir son jugement et il l’indique à Mgr de Bouillé, évêque de Poitiers. Il conclut son courrier sur une observation fort juste pour un scientifique « « J'ai répondu à cette observation souvent renouvelée, que, lorsqu'il s'agissait d'un fait, on devait surtout exiger, de ceux qui l'avaient vu, de bons yeux ; que, dans les sciences mêmes, on préfère les observations de ceux qui ne donnent point d'explication, parce que ces observations ne sont point altérées par une opinion personnelle, qui, trop souvent et involontairement, nous fait voir les choses, plutôt comme nous voudrions les voir, que telles qu'elles sont. »
Dans cette affaire on lui opposait plusieurs hypothèses il les réfutait toutes. Mais son aide fut décriée car il était protestant et ne devait donc pas intervenir dans une telle cause.
C’est avec ce prestige du protestant qui constate un fait inexpliqué et inexplicable et conduit la brebis égarée vers la religion que Boisgiraud apprend qu’à Toulouse mourait début avril 1827 Jean Louis Assiot, professeur de physique.
Il avait été professeur à Sorèze avant que Boisgiraud y fasse ses études. On le disait avoir été protestant, mais à sa mort il avait reçu tous les sacrements de l’Église et édifié ses compatriotes le recteur informait Frayssinous en lui indiquant « M Assiot a terminé d’une manière bien édifiante une vie toute consacrée aux sciences et à l’enseignement. La religion n’a pas réclamé en vain ses dernières pensées ».
C’est là où la nomination d’un protestant, non converti, à la faculté de Toulouse allait poser problème à la hiérarchie de l’instruction publique. Et où les qualités humaines et scientifiques de notre homme allaient être déterminantes. Pour rendre sa confession protestante acceptable, il avait un allié : Mgr de Bouillé, évêque de Poitiers et le ministre Frayssinous, mais l'archevêque de Toulouse n'était pas homme à accepter une telle solution.

## La nomination comme professeur à la faculté des Sciences de Toulouse.
Boisgiraud connaissait Toulouse, puisqu’il avait été élève à Sorèze et y avait passé son concours à polytechnique, mais son frère y résidait aussi. C’était donc un endroit idéal où de Boisgiraud pouvait avoir une carrière de chercheur et d’enseignant. Dans une lettre d’avril 1827 au ministre Frayssinous, il présentait sa candidature en évoquant ses titres scientifiques et les succès de sa carrière.
La question religieuse était au centre des débats politiques français, le président du conseil du camp des ultra royalistes, le Toulousain Joseph de Villèle avec son ministre Fayssinous, empêche toute dérive libérale au pays, et veut contrôler tous les degrés de l’enseignement en France et dispose des clercs à tous les échelons des écoles, collèges, lycées et à l’université, contribuant ainsi au développement de l’anticléricalisme. Le climat est donc tendu en France. L’époque n’est pas au libéralisme.
À Toulouse Anne Antoine Jules cardinal de Clermont Tonnerre est un vieil archevêque qui veille sur le diocèse, et donne son approbation à la nomination des professeurs des facultés. Évêque d’ancien régime refusant la constitution civile du clergé de 1791, il s’était exilé en Allemagne. De caractère énergique, il avait une certaine morgue aristocratique qui lui venait « de la splendeur de son nom et de l’éclat de sa pourpre ». Une anecdote présente notre personnage: lorsque les libéraux s’opposaient à ce que des jésuites enseignent dans des petits séminaires. Le gouvernement tentait de limiter ou donnait l’impression de réglementer ces intrusions de religieux dans l’enseignement. Et il demandait leur assentiment aux évêques. Si le cardinal était d’accord avec cette vision, il tardait et s’agaçait des demandes répétées du ministre auquel il répondit « La devise de ma famille, qui lui a été donnée par Calixte II en 1120, est celle-ci Etiam si omnes, ego non, c’est aussi celle de ma conscience ». Monsieur le Cardinal tout âgé qu’il fut, n’était pas commode. Il veillait à ce que l’Église de France tienne l’enseignement.
Genevray situe le contexte de l’enseignement à Toulouse de cette façon : « L’influence de l’archevêché s’exerçait sur les facultés, à la faculté de théologie, un vicaire général était doyen. Au Droit, l’abbé Berger, bientôt vicaire général, était suppléant ; il avait fondé la Société des Bonnes Études. Aux lettres, aux Sciences, les candidats agréables étaient ceux que recommandaient la régularité de la conduite, l’excellence des principes politiques, la pratique des devoirs imposés par la religion catholique.
Des protestants, il n’était pas question.[…] Depuis 1808, la Faculté de Théologie protestante de Montauban leur avait été donnée par l’Empire comme un centre religieux, intellectuel. Le « Réveil » y préparait une génération nouvelle de pasteurs. Mais le développement des œuvres, de la prédication, des Sociétés Bibliques, suscitait une réaction systématique ».
Huit candidatures au poste de professeur de physique existaient à la faculté des sciences de Toulouse. Les concurrents avaient exposé leurs mérites, et leurs lettres de recommandations. Le Conseil académique présenta deux noms classés par ordre de préférence. Le premier fut Antoine Galy Casalat, le second classé fut Manavit.
Galy-Cazalat, né à Saint Girons était ancien élève de Polytechnique et chargé de cours de physique au collège de Perpignan puis de Nancy. À l’élocution aisée et ayant de l’adresse dans ses expériences, il savait se faire écouter nous rappelle son biographe. Il était en relation « avec les savants de la capitale » qui avaient apprécié certains de ses mémoires dont un « sur une grande question de physique ». « Ce professeur avait obtenu, cette année même, deux brevets d’invention pour des découvertes utiles à l’artillerie et à la navigation ». Il était soutenu par les recteurs de Nancy et de Besançon, Jean-Baptiste Soulacroix et l’abbé Magloire Alexandre Calmels, puis par le préfet du Gers d’une grande famille du Sud-Ouest Arnaud de Lingua de Saint Blanquat, et député de l’Ariège de la majorité politique qui gouvernait le pays.
Augustin Manavit le local de l’étape était chargé de cours au collège royal de Toulouse qui avait « une ardeur pour l’étude de la physique ». Ses qualités morales et ses sentiments religieux lui avaient concédé « une considération qu’on possède rarement à son âge ». Il soutenait son doctorat es sciences à Toulouse en 1827 dont les sujets étaient « sur la réfraction » et « essai sur le fer » et en recevait le certificat d’aptitude le 20 aout,. Manavit avait la particularité d’être imprimeur et d’une longue tradition d’une belle maison d’imprimerie de Toulouse. Il imprimait nombre d’ouvrage pieux ou religieux catholiques proche du cardinal de Toulouse. D’ailleurs il finit sa carrière de scientifique pour revenir vers l’imprimerie.
La faculté avait quant à elle classée en premier Jean Vauthier et en second de Boisgiraud.
Jean Charles Auguste Vauthier était connu de tous, membre correspondant de l’académie des sciences de Toulouse, depuis 1822 et associé ordinaire à l’université. Comme professeur agrégé de mathématiques élémentaire au collège royal de Toulouse il s’était efforcé de montrer qu’il avait lu tous les ouvrages de physique du moment « depuis l’abbé Nolet jusqu’aux ouvrages de M Biot ». François Louis Charles de Ricard et Armand Bernard Dubourg députés de la majorité ministérielle appuyaient sa demande et garantissaient ses compétences de même que le comte Victor Le Clerc de Juigné, préfet de la Haute Garonne, soutenait « l’étendue de ses connaissances, et ses qualités morales, la pureté de ses principes religieux et monarchiques ». Cette présentation était curieuse au niveau de la compétence en physique de M. Vauthier. Le Recteur Larrouy de Toulouse indiquait au ministre Frayssinous que si M. Vauthier avait suivi des notions générales à la faculté en 1809-10 il n’avait pas suivi les progrès de la science et que les professeurs de la faculté des sciences « ont cédé à des sollicitations et à un sentiment de bienveillance pour son ancien élève ».
De son côté de Boisgiraud faisait intervenir le proviseur du collège de Ste-Marthe, l’abbé Pujol-Montsalès auprès de l’abbé Armand Simon Larrouy recteur de l’académie de Toulouse et sa lettre était pleine « d’estime et d’affection pour le candidat ». Le recteur de Poitiers, l’écrivain Léon François Marie Bellin de La Liborlière appuyait aussi son subordonné. Mais Boisgiraud ne s’arrêtait pas à ces recommandations. Il fit aussi intervenir des appuis politiques. Puisque Jean Henri Claude Mangin conseiller à la cour de cassation et ancien procureur général de la Cour d’Appel de Poitiers recommandait de Boisgiraud à M Charpit de Courville, directeur de l’instruction publique, bras droit du ministre Fayssinous. Le député de la Charente inférieure Auguste, René, Élie de Saint-Légier, du groupe des indépendants, était aussi sollicité et répondait personnellement des talents de de Boisgiraud et de « sa conduite irréprochable dans toutes les occasions » des mots politiques, certes mais qui manifeste l’impression qu’il laisse avec sa famille dans son pays de naissance. Mais de Bougiraud va aussi du côté d’un député d’Ariège pour plaider sa faveur en la personne de Jacques, Henri, Eléonor d'Ounous d'Andurand, siégeant au centre gauche de l’assemblée. Par son entremise Boisgiraud voulut faire parvenir une lettre au ministère en septembre 1827. Mais le ministère en refusant indiquait « il est impossible qu’il pût accroître la bonne idée qu’on avait de lui sous tous les rapports ». Il est évident aussi que l’appui de l’Église Catholique était très important pour vaincre localement les possibles oppositions en particulier celle du Cardinal de Toulouse. Par ailleurs nous verrons que localement on utilise l’affaire de Migné contre sa candidature. Ainsi, Mgr de Bouillé fut aussi sollicité par notre homme de sciences. Il marquait sa peine de voir un enseignant « aussi estimable » s’éloigner de sa ville de Poitiers, mais il le recommandait au ministre Frayssinous « Je saisis avec empressement une occasion qui se présente de témoigner à M Boisgiraud, professeur de phisique (sic) au collège royal de Poitiers, ma reconnaissance pour la part qu’il a eue à la rédaction du procès-verbal dressé à l’occasion de cette croix extraordinaire qui a apparu à Migné, et de l’intérêt tout particulier qu’il a mis à cette affaire ».
Cette affaire avait aussi impliqué le maire de Migné, Amable, Jean Baptiste Emmanuel Parent de Curzon, oncle de Mgr Jean Brumault de Beauregard, évêque d’Orléans. Le choix était judicieux le frère de l’évêque, André-Georges, lui aussi prêtre, avait été guillotiné pendant la Terreur alors que Jean avait été déporté en Guyane. C’est à son retour qu’il fut consacré évêque. C’est revêtu de la gloire du martyr qu’il intervenait dans cette nomination de Boisgiraud. Homme de son temps, il n’était pas suffisamment bienveillant à l’égard des réformés « son zèle alarmait la population protestante » de Montauban, où il avait été d’abord nommé évêque. Le 25 mai 1827 il écrivait au ministre « Permettez que je vous recommande d’une manière toute spéciale, et que je sollicite vos bontés pour M de Boisgiraud, né noble, savant qui, muni des témoignages les plus avantageux, sollicite la place de professeur de Phisique (sic) à la faculté de Toulouse. C’est M de Boisgiraud qui, encore qu’il soit protestant, a été l’un des commissaires nommés par Mgr l’Évêque de Poitiers dans l’enquête de la Croix céleste de Migné, et auquel on doit la sage modération du rapport, avoué par Mgr l’Évêque de Poitiers. On a fait craindre à M de Boisgiraud qu’il n’eut été fait un rapport désavantageux contre lui. Votre haute prudence n’aura pas été préoccupée de cette malice du concurrent ».
Ne restait plus à de Boisgiraud qu'à rencontrer le cardinal de Toulouse. Il s’en ouvrait au ministre Mgr Frayssinous au mois de juin, utilisant le style mondain qu’il convient : « Il m’a reçu avec la plus grande bienveillance, et a bien voulu m’assurer que, bien que peu disposé en ma faveur avant de me connaître, il me portait, au contraire, beaucoup d’intérêt, depuis qu’il avait reçu sur mon compte les renseignements les plus favorables ; et si votre Excellence jugeait convenable de jeter les yeux sur moi pour remplir la place que je sollicite, non seulement Son Éminence le verrait actuellement avec plaisir, mais encore Elle aurait la bonté de me prendre sous sa protection, si je rencontrais quelques obstacles à Toulouse. D’ailleurs Son Éminence a ajouté qu’Elle vous ferait part directement de ses bonnes intentions à mon égard, si Votre Grandeur, le jugeait à propos ». Mais voilà qu’en aout M de Courville propose un emploi à Paris, Boisgiraud répond au directeur de l’Instruction publique, comment cet emploi parisien pourrait lui « tenir lieu de chaire de physique de la Faculté de Toulouse ? ». Craignant la vie à Paris, éloignée de sa patrie charentaise, il insiste sur sa candidature où il pense avoir « plus de droits » que ses concurrents.
En fait son Éminence de Clermont Tonnerre était opposée par principe à la nomination d’un protestant « Le frère de M Boisgiraud a eu l’honneur de voir Son Éminence le Cardinal-archevêque de Toulouse le 16 octobre. Son Éminence lui a dit entre autres choses : que M Boisgiraud ne laissait rien à désirer sous le rapport des principes, de la moralité, des talents ; qu’il était un modèle à présenter à tous ceux qui suivent la même carrière ; qu’il avait une immense supériorité sur tous ses concurrents ; que le ministre lui rendait la même justice ; qu’il avait dit à Mgr d’Hermopolis qu’il se serait jeté à ses genoux pour qu’il envoyât M Boisgiraud à Toulouse, s’il n’était pas protestant ; mais qu’il ne pouvait consentir à la nomination de M Boisgiraud encore moins la provoquer ; qu’il s’était engagé à ne consentir à la nomination d’aucun protestant dans son diocèse ; qu’on lui avait fait des réclamations dans ce sens, nominativement pour la chaire de physique ; que cependant, il permettrait, il ne s’opposerait pas à la nomination de M Boisgiraud, tant sa famille, ses principes, ses talents lui convenaient, qu’il la verrait même avec plaisir ; mais que, si on l’interrogeait pour savoir s’il y consentait, il répondrait négativement ; que le ministre lui avait promis de ne point faire de nomination sans lui avoir préalablement envoyé le nom du candidat qu’il aurait choisi ; que le titre de protestant de M Boisgiraud était le seul obstacle à sa nomination ; que sans ce titre, cette nomination n’aurait souffert aucune difficulté ».
La chose était dite, il fallait contourner le cardinal pour déclencher la nomination et faire en sorte que ni le ministre, ni Clermont Tonnerre, en soit responsable. Ainsi Boisgiraud communiqua avec le député de Poitiers, le baron Eutrope Barthélemy de Cressac de la majorité ministérielle afin qu’il ait audience auprès du Président du Conseil Villèle. Il motivait sa demande comme ceci « [Boisgiraud] est recommandé par plusieurs évêques, quoique protestant, et cependant, je dois vous le dire, Monseigneur, sa religion est, je crois, le motif qui lui fait éprouver tant d’entraves ; je porte beaucoup d’intérêt à M Boisgiraud, qui est recommandé sous tous les rapports ; mais je gémirais encore moins de l’injustice manifeste qu’on lui ferait, si on ne lui accordait par la chaire de Toulouse, que de la faute que le gouvernement ferait de le rejeter parce qu’il est protestant, et il ne pourrait pas y avoir d’autre prétexte ; c’est bien assez d’avoir à réfuter les fausses dénonciations et allégations des différentes oppositions, sans leur donner des motifs fondés de les renouveler encore ; je vous prie instamment Monseigneur, de faire sérieuse attention à cette affaire, que je crains que l’on ne traite trop légèrement, aux affaires ecclésiastiques ; plus que jamais, les fautes doivent être soigneusement évitées, et ce serait, à mon avis, une grande faute ; non pas que M Boisgiraud soit capable d’en tirer parti ; je le connais assez pour vous donner l’assurance qu’il souffrirait sans se plaindre ; mais vous avez vu, à la session dernière, que même sans motifs, on trouve des avocats bénévoles qui font rougir ceux dont ils prennent la défense. Mais ils ont fait du scandale, leur but est rempli »
Mgr d’Hermopolis a encore à l’oreille les propos tenus à la chambre des députés, par Benjamin Constant le 18 mai 1827 : il commençait son intervention en évoquant « c’est comme protestant que je me présente à cette tribune. Ce sont les intérêts de mes coreligionnaires que je viens défendre. », le journal des Débats note que « l’orateur établit qu’il résulte de l’état actuel des choses, que les protestants, sous le rapport de l’instruction publique, sont dans la dépendance exclusive des prêtres catholiques ; que non seulement on ne nomme pas de protestants aux fonctions de l’enseignement, et encore moins de la direction des établissements publics, mais on destitue successivement le très petit nombre de ceux qui sont employés dans l’université ». Cuvier (lui-même protestant) répondit brièvement en indiquant que les propos de M Constant étaient exagérés et qu’il n’y avait pas laissé « opprimer ses coréligionaires » et donnait l’exemple du remarquable fonctionnement de la faculté de théologie protestante de Montauban. Mais les choses étaient dites avec vigueur par Benjamin Constant.
Le 23 octobre 1827, le Président du Conseil écrivait à son ministre en joignant la lettre du Député de Cressac et indiquait « Les observations de M de Cressac m’ont paru mériter d’autant plus d’attention qu’on m’assure que la personne présentée pour cet emploi ne parait pas avoir, sous le rapport de la science, des droits à une préférence et que le professeur décédé étant protestant, vous jugerez peut être qu’il serait convenable, sous certains rapports, de le remplacer par un autre protestant».
Le 3 novembre 1827de Boisgiraud était nommé professeur de physique à la Faculté des sciences de Toulouse, il fut informé le 10 novembre ainsi que le recteur. Frayssinous prenait son courage à deux mains pour écrire au cardinal archevêque de Toulouse : « J’ai l’honneur de vous informer que je viens de pourvoir à la chaire de physique vacante, à la faculté des sciences de Toulouse, par la mort de M Assiot. Le fonctionnaire que j’ai appelé à cet emploi et M de Boisgiraud, qui occupait la chaire de sciences physiques au collège de Poitiers. Ce professeur, qui compte déjà d’anciens et d’honorables services dans l’instruction publique, s’est fait aussi connaître dans le monde savant par quelques travaux qui répondent de sa capacité. À ce titre, M de Boisgiraud en réunissait plusieurs autres qui ne pouvaient que lui concilier les suffrages de l’autorité. Je veux parler de ses principes politiques qui, non moins que sa conduite privée, lui ont assuré depuis longtemps l’estime et la considération des honnêtes gens. Je puis donc penser, Monseigneur, que la nomination de ce professeur obtiendra l’approbation de votre Éminence. Je ‘n’ignore pas, Monseigneur, en appelant à cet emploi M de Boisgiraud, qu’il est protestant. J’aime à penser que cette circonstance, qui ne pouvait priver un professeur d’un avancement qu’il a mérité par ses services, n’empêchera pas Votre Eminence d’approuver le choix que j’ai fait de lui. M de Boisgiraud, Monseigneur, m’avait d’ailleurs été recommandé par Mgr l’évêque de Poitiers, et ce suffrage honorable m’est un garant qu’il saura mériter, par sa conduite et par ses principes, votre estime et votre bienveillance ». Clermond Tonnerre ne pouvait s’y opposer, mais réagissait avec âpreté.

## Le professeur Boisgiraud à la Faculté des Sciences de Toulouse
En 1828 l'Académie des Sciences, inscription et belles lettres de Toulouse, l'admettait parmi ses membres résidents, comme il convenait à un professeur de la faculté.
«Cependant, sa qualité de protestant lui suscita, au début, quelques difficultés. Parmi les nombreux auditeurs qui s'étaient donné rendez-vous à son cours d'ouverture, plusieurs étaient loin d'être animés de sentiments bienveillants à son égard. Mais, par la fermeté de son attitude et par la netteté et la précision de son exposition, il eut bientôt dominé la situation, et il ne tarda pas à gagner l'approbation de ceux mêmes qui étaient d'abord le plus disposés à lui faire de l'opposition. » C’est ainsi que s’exprime Daguin dans sa notice nécrologique déjà citée.
En 1832, la chaire de chimie de la Faculté des sciences étant devenue vacante, par suite du décès de Jean-Bertrand Dispan. Ainsi, de Boisgiraud proposa à en être chargé. La faculté le classa premier et proposa en second Augustin Manavit. Le conseil académique proposa en 1 M Pontus, professeur de sciences physiques au collège royal de Cahors et en 2 M Deguin professeur de sciences physiques au collège royal de Toulouse. Boisgiraud fut choisi par le ministère en décembre de cette même année, après avoir passé, quoique déjà professeur, par toutes les formalités de présentations exigées par les règlements. Il fut remplacé, dans la chaire de physique, par Auguste Pinaud.
On dispose toujours du développement de son cours pour l'année universitaire 1832-33 et c'est sous les applaudissements unanimes et réitérés d'un nombreux auditoire, qu'il le commençait. Il faut noter que pour le journal se plaise à décrire les leçons données il fallait qu'elles en vaillent la peine et qu'on juge important de faire les éloges de Boisgiraud dans la presse sur sa première année passée à ce poste.
"Après quelques notions préliminaire sur la nomenclature, notions indispensables pour l'étude de toute sciences physiques, le professeur a considéré d'une manière générale et rapide, l'influence des agents sur les phénomènes chimiques. Ainsi, il a successivement étudié, selon leurs rapports avec cette science, le calorique, la lumière, le magnétisme et l'électricité. Mais c'est surtout lorsqu'il a traité cette dernière partie qu'il a dévoilé l'étendue de ses connaissances, par l'exposé des divers systèmes sur les affinités, et par les applications nettes et précises qu'il en a fait aux phénomènes chimiques, c'est-à-dire aux combinaisons et aux actions décomposantes. Poursuivant le plan qu'il s'était tracé, il est arrivé à l'étude des corps simples qu'il a divisés en corps simples non métalliques, et en corps simples métalliques.
Parmi les corps simples non métalliques, le premier qui a attiré son attention, c'est l'oxigène (sic), comme principe vital de tout corps organique. Il a considéré son mélange avec l'azote, c'est-à-dire l'air atmosphérique, et les heureuses applications qu'on pouvait en faire à l'étude de la chimie. Ces applications ont été relatives aux appareils nécessaires pour faciliter les phénomènes et aux phénomènes eux-mêmes, ce qui l'a conduit à donner un traité parfait de combustion. Puis est venue l'étude de l'hydrogène et ses principales combinaisons, c'est-à-dire l'eau.
Le carbone, principe élémentaire de tout corps organisé, et ses combinaisons plus ou moins nuisibles, ont suivi. Enfin ont été étudiés successivement et avec le même intérêt, le bore, le chlore, le brome, le fluor, l'iode, le soufre, le silixium (sic), le phosphore, l'arsenic et l'azote. Il s'est particulièrement arrêté sur ce dernier corps, pour traiter avec quelques détails ses deux principales combinaisons, l'ammoniaque et le cyanogène.
M Boisgiraud est passé ensuite à l'étude des combinaisons des corps simples non métalliques, avec la quantité d'oxigène nécessaire pour les rendre acides; sans parler de chacune de ces combinaisons particulières, il suffit de dire que le professeur y a apporté le même savoir et la même aptitude. Il a traité d'une manière toute particulière la question des acides sulfuriques et nitriques, acides sans contredit les plus usuels, soit dans le laboratoire du chimiste, soit dans l'atelier de l'artisan. Cette première partie a été terminée par l'étude des sels de l'ammoniaque; elle ne pouvait être mieux placée.
Arrivée à ce point, le professeur avait déjà rempli une partie de sa tâche, et il ne lui restait plus qu'à compléter le cours de cette année, la l'examen des corps simples métalliques. A la manière d'un célèbre chimiste de la capitale, M Thenard, il les a étudiés, en les classant suivant leur action sur l'eau et sur l'oxigène de l'air à différentes températures, et cette division une fois établie, voici la marche qu'il a suivie pour chacun d'eux en particulier:
En premier lieu il a cherché à établir les caractères physiques et chimiques; puis il a examiné les combinaisons avec les corps simples non métalliques, et l'action des composés précédemment étudiés; les sels ou combinaisons des acides avec les oxides métalliques, et par suite leurs caractères, leurs propriétés, leurs usages, les moyens pour les obtenir; enfin les alliages, les amalgames et les divers modes d'extraction ont complété l'étude particulière de chaque métal.
Suivons le dans cette seconde partie de son cours.
Tous les métaux renfermés dans la première section sont dignes d'une attention scrupuleuse, tant sont précieux les réactifs qu'ils fournissent au chimiste. Mais considérés sous un autre point de vue et dans leur rapport avec les arts, trois d'entre'eux seulement présentent de l'intérêt; ce sont le potassium, le sodium et le calcium. Le premier, à l'état de sel, est le principe le plus essentiel à la poudre à tirer, tandis qu'à l'état d'oxide, il donne aux poteries cette translucidité qui caractérise les porcelaines. Le second forme, avec le chlore, le sel marin, dont l'homme ne pourrait se passer, et son oxide, combiné avec les huiles fines, nous donne les savons. L'oxide de calcium (chaux) est assez connu; c'est une des corps les plus généralement répandus dans la nature soit à l'état phosphate soit à l'état de carbonate. Les métaux de cette première section ont reçu le nom de métaux alcalins.
Les métaux terreux constituent la seconde section. Ici l'habile professeur a fait la même distinction, et il a principalement insisté sur tout ce qui avait quelque application. Ainsi en développant tout ce qui était relatif à l'aluminium et au silicieum, il a donné des détails circonstanciés sur les mortiers, les verres et les poteries. Un traité sur les aluns n'a pas été oublié; mais leur modération pour la fixation des couleurs a été renvoyé au cours de l'année suivante. Cette question sera traitée dans la chimie végétale.
La troisième section a été entamée, et les usages assez connus du fer, du zinc et de l'étain ont été complètement traités. Pour arriver à la cinquième, M Boisgiraud a passé sous silence plusieurs métaux acidifiables classés dans la section précédente. Le chrome et l'antimoine ont été seuls étudiés: le premier à cause des brillantes couleurs de ses combinaisons, le second comme employé assez souvent dans la médecine vétérinaire. Après l'examen du cuivre, du plomb et de quelques autres métaux qui font partie de la cinquième section, son attention s'est portée sur la suivante, et les nombreuses applications des combinaisons mercurielles aux maladies syphilitiques ont été indiquées. Enfin trois corps seulement, l'argent l'or et le platine ont été examinés dans la septième et dernière section, les autres étant sans usage, sans intérêt et d'une rareté extrême."
Un tel descriptif détaillé du cours de notre nouveau professeur de chimie à la faculté de Toulouse, était signé A L-F étudiant et droit. On peut imaginer que Boisgiraud a dû, au moins, relire l'article. C'est dire que celui-ci était important et que Boisgiraud était toujours sous observation de ses détracteurs.
S’il restait professeur de chimie une passion scientifique meublait son temps tant de sciences que de vacances. Il était entomologiste amateur, mais érudit. Son biographe veut nous convaincre qu’il fut de haut niveau en étant reçu au sein de la Société entomologique de France, mais aussi de la Société philomatique de Perpignan; et de la Société d'histoire naturelle de la Charente-Inférieure, où aucun article touchant les insectes n’est relaté. Ne négligeons pas l’appartenance à de telles sociétés savantes à l’époque, le monde scientifique se doit d’en faire partie, elle y fréquente des érudits de très haut niveau de compétence, elles sont les porte-paroles de l’intelligence scientifique de l’époque. Boisgiraud avait une très grande collection qu’il voulait léguer à la faculté des sciences de Toulouse, mais pendant sa maladie, elle subit les outrages du temps et n’était plus en état d’être conservée. Il promettait à son collègue de Quatrefages de lui donner en 1839 une collection de coléoptères indigènes.
Le 16 septembre 1838 à la mort du doyen Romieu, il fut nommé doyen de la faculté,. C'est à ce titre qu'il reçut la Légion d'honneur, où il était élevé à la dignité de chevalier, le 1er mai 1838.

## Boisgiraud, doyen de la Faculté des Sciences de Toulouse
Comment se passa le décanat de Jean Pierre Thomas Boisgiraud ? Signe des temps la particule a disparu dans la littérature locale.
Son biographe ne parle pas beaucoup de ce décanat si ce n’est pour écrire ceci « Indépendamment des divers travaux [réalisés], et des nombreuses occupations se rapportant à ses devoirs professionnels, M. Boisgiraud a rendu de nombreux services, soit à l'Université comme examinateur à différents titres, et en donnant gratuitement des leçons de physique, chimie et histoire naturelle à l'École normale primaire de Toulouse; soit à diverses administrations, dans de nombreuses commissions, pour les fontaines publiques, l'éclairage, la salubrité, les expositions industrielles, etc. Ces occupations si multipliées et si variées ne suffisaient pas à absorber complètement le temps que pouvait leur consacrer un travailleur doué d'une intelligence aussi souple, et d'une puissance d'attention aussi remarquable. Tous ceux qui ont eu l'occasion de l'approcher fréquemment, ont pu constater avec quelle facilité il passait d’un sujet à un autre, et savait dominer les préoccupations scientifiques les plus absorbantes; avec quelle liberté d'esprit il quittait les études les plus graves, pour se livrer aux conversations les moins sérieuses. »
On voit par exemple les occupations d’un doyen de l’époque, personnalité reconnue es-qualité, notable de la place toulousaine. Par exemple en 1840 il est secrétaire du jury d’examen de l’ «Exposition des Produits des Beaux-Arts et de l’Industrie» présidé par le Maire de Toulouse. L’exposition se renouvelant régulièrement il sera toujours sollicité. Il l’est encore pour faire partie du jury départemental pour prononcer sur l’admission ou le rejet des objets qui seront présentés à l’exposition publique des produits de l’industrie française de Paris le 1er mai 1839. Il fait aussi partie de différentes commissions communales par exemple celle enquêtant sur le prix du bois, ou du conseil de salubrité amené à donner un avis au maire sur la salubrité des comestibles, marchés, pureté des eaux, établissements et manufactures insalubres, secours à donner aux noyés et asphyxiés, remèdes secrets, assainissement des prisons et autres établissements publics, cimetières, inhumations, fosses d’aisances, voiries, égouts... C’est certainement dans ce cadre qu’il conseillait avec le Pr Moquin-Tandon de faire appliquer une couche de chaux sur les plantations de la route départementale à la Patte d’Oie (Toulouse).
Un doyen se devant de voir l’avenir, il fait partie de la commission extraordinaire qui doit étudier le déménagement de la faculté (qui était mal logée rue Lakanal) avec MM. Romigières, Dupuy, Delaye, Gasc, Durasse, Moquin-Tandon, Sauvage et de Quatrefages. Il était d’ailleurs allé, tout jeune doyen, à Paris pour s’entretenir de ce déménagement au ministère alors que celui-ci par le biais de « M. le baron Thénard (chimiste, pair de France, conseiller au conseil royal de l'instruction publique) était fort explicite : la ville de Toulouse n'obtiendra rien du gouvernement pour ses Facultés, tant qu'elle ne les aura pas logées convenablement au gré de l'administration supérieure ». C’est avec lassitude qu’il renouvelait « sa plainte annuelle sur l'insuffisance des locaux affectés à la Faculté des Sciences, sur l'impossibilité de former des collections précieuses, sur cette gêne enfin qui rapetisse la science et frappe d'une sorte de discrédit une des parties les plus utiles de l'enseignement. Il est très fâcheux, en effet, qu'on ne tienne pas compte d'une réclamation si légitime, et qui, bien que renouvelée chaque année ne fait pas avancer d'un pas l'exécution du projet si souvent formé, d'élever à nos Facultés un monument digne d’une ville qui se pique d'aimer les sciences et les lettres ».
Bien sur tous les ans la rentrée solennelle des facultés faisant suite à une messe solennelle du Saint Esprit, lui demandait de faire un discours sur son entreprise. Et de suivre les paroles du recteur d’académie qui disait « à la jeunesse qui l’écoutait dans un parfait recueillement, que l’amour de la science et du travail ne formait pas seulement des citoyens utiles, destinés à être un jour la joie de leur famille et le soutien de leur pays, qu’il ennoblissait aussi les hommes et donnait de la dignité à la vie ».
On peut se poser la question de la fréquentation d’étudiants dans la faculté des sciences. On n'a aucune archives là-dessus. Mais la presse de 1843 retenait les propos du doyen et ses statistiques :
« Notre enseignement est toujours donné par sept professeurs. Deux d'entr'eux sont chargés des mathématiques transcendantes, deux autres des sciences physiques, et les trois derniers des sciences naturelles. Les cours de mathématiques ont compté 10 auditeurs assidus. Les auditeurs des cours des sciences physiques et chimiques ont varié de 300 à 250. Ceux des sciences naturelles de 190 à 70. De sorte que l'ensemble des auditeurs des divers cours de la Faculté était de 500 à l'ouverture des cours et de 330 à l'époque de la clôture.
61 examens ont eu lieu cette année pour les divers grades que confère la Faculté, à savoir : 4 pour la licence ès-sciences mathématiques, 1 pour la licence ès-sciences physiques, 4 pour le baccalauréat ès-sciences mathématiques, 52 pour le baccalauréat ès-sciences physiques.
Sur ces 61 examens, 30 candidats ont obtenu leur diplôme à savoir : 3 licenciés ès-sciences. Mathématiques, 4 bacheliers ès-sciences mathématiques, 23, bacheliers ès-sciences physiques. Parmi ces candidats deux ont subi les épreuves d'une manière distinguée et ont reçu leur grade avec mention honorable, ce sont M. Marrauld, pour les sciences mathématiques. M. Colomiés, pour les sciences physiques. ». On notera le taux d’échec au baccalauréat ès sciences physique, plus de 50%, alors qu’il était de 75% pour celui de mathématiques.
Ce qui faisait dire à Boisgiraud lors de la rentrée solennelle de 1845 : « Il a été établi que la faculté des sciences de Toulouse était celle qui, en province, pouvait s’enorgueillir du personnel le plus complet, et du plus grand nombre d’élèves ».
Un concours qui avait lieu en 1847 mentionne que les étudiants les plus méritants obtiennent des prix : « Chimie et histoire naturelle médicale : [1re année] 1er prix, M. Foissac, de Montenq (Lot) ; 2e prix, M. Candelon, de Mauvezin (Gers). 2e année, M. Pradère, de Mane (Haute-Garonne). 3e année tous les prix sont réservés.
Bien sûr le baccalauréat étant le premier diplôme universitaire les professeurs étaient nommés par le ministère au jury, ainsi par arrêté du 20 octobre 1845 « M. Pinaud, professeur de physique, et M. Molins, professeur mathématiques pures à la Faculté des Sciences de Toulouse, sont adjoints, concurremment avec M. Boisgiraud, professeur de chimie dans la même Faculté, à la Faculté de Lettres de cette ville pour les examens du baccalauréat, auquel ils prendront part, MM. Pinaud et Molins alternativement pour une moitié, et M. Boisgiraud pour l'autre moitié ». Mais il participait aussi au jury chargé d’examiner les aspirants au brevet de capacité pour l’instruction secondaire. De même Boisgiraud se pliait à faire partie de la commission de surveillance de l’école normale primaire de Toulouse.
Daguin, son biographe évoque son tempérament : « D'un naturel enjoué, que ne pouvaient laisser soupçonner aux indifférents son attitude sérieuse et même un peu sévère, il aimait les réunions peu nombreuses, composées des membres de sa famille et de quelques bons amis. Il se sentait à l'aise dans ce milieu choisi. Il s'y abandonnait volontiers à une franche gaieté, et s'y livrait même aux jeux d'esprit les plus enfantins. »
Ses tendances politiques sont évoquées avec rapidité : « La révolution de février 1848 l'affecta tout particulièrement. Il y voyait la fin d'une période de calme et d'admirable prospérité, et n'apercevait, pour l'avenir, que des présages funestes, dont quelques-uns ne se sont que trop réalisés depuis. Il était de ceux, de plus en plus rares, qui savent comprendre et s'indigner, et il ne pouvait voir sans dégoût se précipiter aux premiers rangs des intrigants sans capacité et même sans valeur morale, n'ayant pour tout mérite que des opinions politiques plus ou moins sincères affichées bruyamment, et dont ils se servaient pour passer par-dessus les droits et les mérites d'hommes modestes et assez simples pour compter sur l'équité de gouvernements improvisés. »
La fin de carrière s’approchait non à cause de l’âge, mais de la maladie « Jusqu'en 1851, notre confrère avait joui habituellement d’une bonne santé ; mais, quelque temps après, sa vue fatiguée par l'abus du microscope s'affaiblit sensiblement, et il commença d'éprouver des douleurs de larynx qui lui rendaient pénible l'exercice du professorat, et à souffrir d'une affection des voies digestives qui, influant sur son moral, le rendirent, pour un temps, triste et morose. […] Trois ans après, en novembre 1853, M. Boisgiraud demandait et obtenait sa retraite, avec le titre de doyen honoraire, quittant définitivement cette Faculté des sciences, habituée depuis quinze ans à sa direction bienveillante et pleine de tact et de bon sens. »
En effet le 6 février 1854, Boisgiraud était nommé doyen honoraire de la faculté des sciences tout en restant professeur actif, mais le 2 décembre 1854, il était remplacé par M Filhol comme professeur de chimie et faisait valoir ses droits à la retraite.

## Le souvenir du Doyen Boisgiraud
Le professeur successeur de Boisgiraud, Edouard Filhol, faisait un état des lieux du laboratoire de chimie de la faculté: "Le successeur de Boisgiraud faisait cette analyse de l’état du laboratoire de chimie en 1855 : Les ressources dont le professeur de chimie de la Faculté des Sciences dispose consistent en appareils et en produits chimiques. La Faculté possède un nombre assez considérable d'appareils en bon état; et les expériences les plus utiles pour la démonstration des lois de la chimie pourraient être facilement exécutées, si l'insuffisance et la mauvaise disposition du local n'étaient pas un obstacle à la mise en œuvre de ces précieuses ressources. Les appareils, dont dispose la Faculté, sont entassés au deuxième étage, et dans un espace fort étroit. Obligé de faire transporter, par un long dédale de corridors, au laboratoire, qui est situé au rez-de-chaussée, ces appareils souvent fragiles, et qui risquent beaucoup d'être brisés pendant le transport, le professeur hésite, à regret, à les montrer aussi souvent qu'il voudrait le faire. La Faculté possède une belle collection d'instruments en platine et en argent, une bonne machine pneumatique, un grand nombre de burettes, d'éprouvettes et de cloches graduées, d'excellents gazomètres, deux lampes à souffler le verre, un beau nécessaire de platemer pour l'analyse au chalumeau, un aspirateur; les appareils de M. Biot et de M. Soleil, pour l'observation du pouvoir rotatoire des corps; plusieurs piles à courant constant, et une multitude d'autres appareils dont l'énumération serait trop longue. Quelques appareils utiles manquent encore dans les collections de chimie. Nous citerons, entre autres, ceux qui sont destinés à la liquéfaction et à la solidification des gaz. Le laboratoire de chimie ne possède de balances de précision pouvant supporter une charge de plus de 100 grammes sur chaque plateau. On conçoit pourtant que certaines expériences puissent exiger l'emploi d'un instrument capable de supporter des charges beaucoup plus fortes. La Faculté possède un appareil pour l'analyse des alliages d'argent par la voie humide; et elle n'a jamais pu faire monter cet appareil, faute d'espace. La collection des produits chimiques est fort riche; aucun produit important n'y manque. Cette belle collection avait été si bien complétée par M. Boisgiraud, que je n'ai eu à me préoccuper que de la maintenir dans l'état où elle se trouvait, au moment où je suis entré dans la Faculté. En résumé, le professeur de chimie actuel doit à l'excellente administration de son prédécesseur de disposer d'instruments nombreux, en bon état, d'une belle collection de produits chimiques. Le seul regret qu'il puisse exprimer est celui d'être privé, vu la mauvaise disposition du local, de tirer de ces richesses tout le parti qu'il voudrait, dans l'intérêt de l'enseignement et dans celui de la science."
À l’issue du mandat de Boisgiraud, voici ce qu’écrivait le journal de Toulouse et que citait Félix Lacointa, secrétaire de la faculté, dans la Revue de l'Académie de Toulouse et des autres académies de l'Empire. : « La Faculté des Sciences de Toulouse est une des plus importantes Facultés de l'empire, par le mérite des professeurs, d'abord, et par les richesses scientifiques dont elle dispose. Nulle autre ne fonctionne avec plus de régularité; nulle autre n'apporte plus d'exactitude, plus d'activité, plus de dévouement dans l'accomplissement de tous ses devoirs. Les traditions d'ordre laissées par son ancien doyen, M. Boisgiraud, qu'une retraite prématurée a enlevé à la Faculté qu'il administrait avec tant de sagesse, se perpétuent sous son successeur; et la Faculté des Sciences de Toulouse peut être proposée comme une Faculté modèle. Nous n'avons pas le dessein arrêté de tout louer, les hommes et les choses. Par caractère, nous penchons plutôt à la critique. Mais ici nous ne sommes que juste envers notre Faculté. Son éloge est dans toutes les bouches, dans la bouche des élèves surtout, les meilleurs juges en pareille matière. Nulle part ils ne se montrent plus assidus, et ne se portent en plus grand nombre aux leçons des professeurs. Cet empressement est assez significatif. Nous le signalions l'hiver dernier: « La Faculté des Sciences, disions-nous, a modifié cette année, dans son programme, les heures des leçons. Elle a réservé pour le soir deux de ses cours les plus intéressants et les plus suivis; et cet essai a obtenu un plein succès. L'amphithéâtre peut à peine contenir la foule des jeunes gens qui se portent aux leçons de chimie et de physique de MM. Filhol et Daguin. Le quartier de la Faculté, d'ordinaire si paisible à cette heure, s'anime, chaque soir, de la présence de plus de deux cents jeunes gens. Il faut se féliciter, autant dans l'intérêt des élèves que dans celui des familles, d'une mesure qui permet à la jeunesse studieuse de nos écoles de passer ses soirées dans les conditions les plus heureuses de progrès pour les études et de moralité pour la conduite »

## Conclusion
Boisgiraud est un homme de son temps né dans la révolution, jeune dans l'Empire, et pur produit de l'Empire. Il est protestant et plutôt conservateur royaliste. Ambitieux, il sait saisir les opportunités qui le conduiront au professorat à Toulouse et très vite au décanat. Il est le premier doyen à se plaindre et agir pour le déménagement de sa faculté dans des locaux plus dignes que ceux de la rue Lakanal. Esprit curieux il s'intéresse à nombre de différentes disciplines, la physique, la chimie l'entomologie, la météorologie et même la sidérurgie. Il est le premier doyen à voir des étudiants dans sa faculté qui y valident des grades universitaires. C'est donc à partir du règne de Louis Philippe I et du décanat de Jean Pierre Thomas de Boisgiraud que commençait l’essor de la faculté des sciences de Toulouse.

## Distinctions
- Chevalier de la Légion d'honneur[89]